# Hotel Wolf

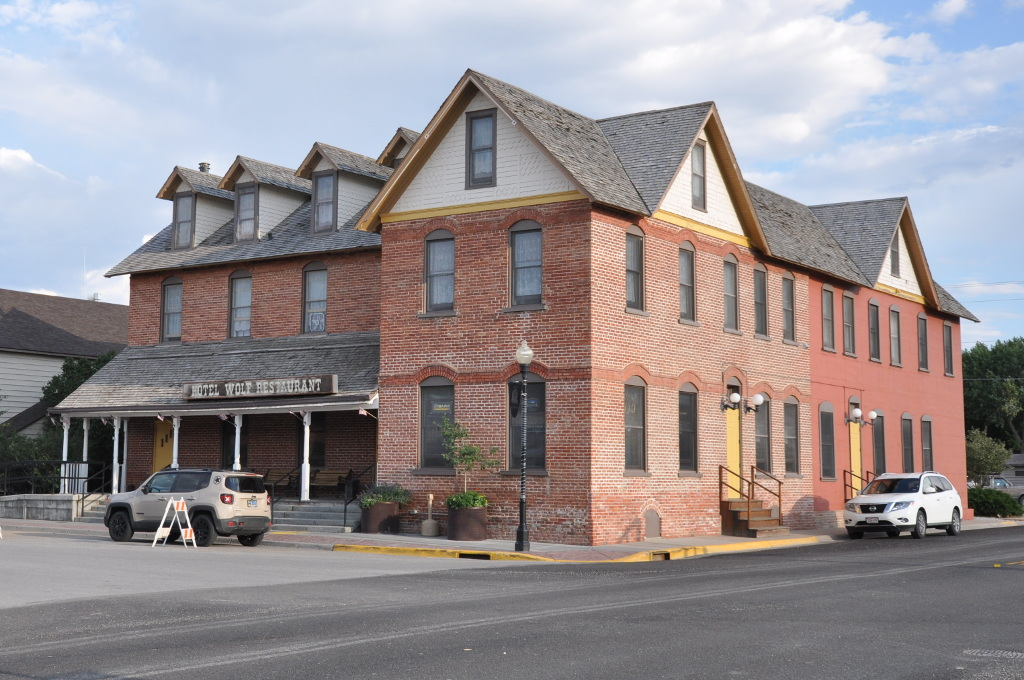
Hotel und Restaurant 2017

Das Hotel Wolf ist ein Hotel und Restaurant in Saratoga, Wyoming. Das zweistöckige Backsteingebäude liegt am Wyoming Highway 130 in der Innenstadt von Saratoga im Carbon County und wurde 1893 von Frederick G. Wolf, einen deutschen Einwanderer, der in Wyoming ein Spirituosengeschäfte betrieben hatte, zu einem geschätzten Preis von 6000 USD gebaut. Das L-förmige Backsteingebäude hat ein steiles Satteldach mit ähnlich spitzen Gauben. Die vordere Erweiterung auf der rechten Seite der Hauptveranda besteht aus einem Ziegelband mit leichten Bögen an den beiden Fenstern im Erdgeschoss.
Es wurde zu Silvester 1893 mit einem Bankett eröffnet. Das Hotel selbst wurde am 10. Januar 1894 eröffnet. Zwei Jahre nach Wolfs Tod im Jahr 1910 verkaufte seine Witwe Christina das Anwesen für 10.000 US-Dollar an George W. Sisson und es wird weiterhin als Hotel und Restaurant betrieben.
Das Hotel Wolf wurde am 21. November 1974 in das nationale Register für historische Stätten eingetragen.